# Litoria wollastoni
Litoria wollastoni es una especie de anfibio anuro de la familia Pelodryadidae.

## Distribución geográfica
Esta especie es endémica de Nueva Guinea. Habita entre los 300 y 1600 m de altitud en Indonesia, Papua Nueva Guinea, así como en las islas de Goodenough y Fergusson.

## Descripción
El holotipo mide 46 mm.

## Etimología
Esta especie lleva el nombre en honor a Alexander Frederick Richmond Wollaston (1875-1930).

## Publicación original
- Boulenger, 1914 : An annotated list of the batrachians and reptiles collected by the British Ornithologists' Union Expedition and the Wollaston Expedition in Dutch New Guinea. Transactions of the Zoological Society of London, vol. 20, n.º 5, p. 247-274[5]